# Bülent Akın
Bülent Akın (ur. 28 sierpnia 1978 w Brukseli) – turecki piłkarz występujący na pozycji pomocnika.

## Kariera klubowa
Akın urodził się w Belgii w rodzinie pochodzenia tureckiego. Jako junior grał w Gençlerbirliği Ankara, a potem był graczem rezerw Anderlechtu. W 1999 roku trafił do tureckiego Denizlisporu. W Süper Lig zadebiutował 8 sierpnia 1999 roku w wygranym 1:0 pojedynku z Erzurumsporem. W Denizlisporze.
W 2000 roku odszedł do Galatasaray SK. W tym samym roku zdobył z nim Superpuchar Europy, a w 2002 roku mistrzostwo Turcji. W tym samym roku został zawodnikiem angielskiego Boltonu Wanderers. W Premier League pierwszy mecz zaliczył 1 stycznia 2003 roku przeciwko Aston Villi (0:2). Było to jednak jedyne ligowe spotkanie rozegrane przez niego w barwach Boltonu.
W 2003 roku Akın wrócił do Turcji, gdzie związał się kontraktem z ekipą Akçaabat Sebatspor. Następnie grał w Gençlerbirliği Ankara, Malatyasporze, Türk Telekomspor oraz İstanbulsporze. W 2008 roku podpisał kontrakt z holenderskim MVV Maastricht z Eerste divisie. W tych rozgrywkach zadebiutował 8 sierpnia 2008 roku w zremisowanym 0:0 pojedynku z FC Zwolle. Barwy MVV reprezentował przez rok. W lipcu 2009 roku odszedł z klubu.
W sierpniu 2010 roku podpisał kontrakt z Gölbaşısporem, a w styczniu 2011 roku odszedł do Yeni Malatyaspor. Następnie wrócił do Gölbaşısporu, a w 2012 roku zakończył tam karierę.

## Kariera reprezentacyjna
W latach 1999–2000 Akın rozegrał 6 spotkań w reprezentacji Turcji U-21.